# مفارقة زمنية

بالأعلى: مسار كرة البلياردو الأصلي. بالمنتصف: تخرج كرة البلياردو من المستقبل، وتصدم نسختها الماضية بضربة تمنعها من دخول آلة الزمن. بالأسفل: كرة البلياردو لا تدخل آلة الزمن أبدًا، مما يؤدي للمفارقة، مما يجعلنا نتساؤل كيف تأتى لها أن تسافر لتصدم وتحول مسار نسختها الأقدم وتمنعها من دخول آلة الزمن.

المفارقة الزمنية أو مفارقة الزمن أو مفارقة السفر عبر الزمن، هي مفارقة تناقض ظاهري أو منطقي مرتبطة بفكرة السفر عبر الزمان والمكان. المفارقات الزمنية في الفيزياء تأتي في مجموعتين واسعتين: مفارقات الثبات ممثلةً بـ مفارقة الجد والحلقة السببية. والمفارقات الأخرى ألا وهي مفارقة فيرمي ومفارقة الإرادة الحرّة.

## الحلقة السببية
الحلقة السببية هي مفارقة للسفر عبر الزمن والتي تحدث عندما يكون حدث في المستقبل هو السبب لحَدث في الماضي، فيكون هو السبب للحدث الذي في المستقبل. يتواجد حينها كلا الحَدثين في الزمكان, لكن منشأهما لا يمكن تحديده. الحلقة السببية قد تشمل حدث أو شخص أو غرض أو معلومات. الحلقة السببية معروفة أيضًا بمفارقة التمهيد أو مفارقة جبرية الأحداث أو مفارقة جودي في الخيال.

## مفارقة الجد والحفيد
مفارقة التناسق أو مفارقة الجد تقع حين عدول حدثٍ من المستقبل عن وقوع حَدث في الماضي والذي كان جزءًا من سبب أو كان هو السبب لحدث في المستقبل، وبالتالي يعدل عن وقوع الحدث في المستقبل، مما يصنع تناقض. تقع مفارقات الثبات عندما يصير تغيير الماضي ممكنًا.
مثال: شخص مسافر عبر الزمن، يسافر للماضي لقتل جدّه وهو صغير في السن، بالتالي فإن الجد لن يتزوج، وهذا سيؤدي إلى أن والد هذا الشخص لن يكون موجوداً، وبالتالي فالشخص نفسه لن يُولد، بالتالي لن يكون هناك أحد يعود بالزمن لقتل الجد. إذاً فالجد سيتزوج والأب سيُولد وكذلك المسافر عبر الزمن الذي سيعود لقتل الجد.... إلخ. وهذا ما سيخلق التناقض في الزمن.

## مفارقة فيرمي
يمكن التعبير عن مفارقة فيرمي بما يلي «إذا كان السفر عبر الزمن ممكناً، فأين كل المسافرين عبر الزمن القادمين من المستقبل؟»
تتنوع الأجوبة على هذا السؤال بشكل كبير، فأحدها ينفي فكرة السفر عبر الزمن أصلاً، وأخرى تقترح إمكانية أن هؤلاء المسافرين عبر الزمن لا يمكنهم الوصول لنقطة محددة بذاتها في الزمن الماضي، أو كإجابة أخرى أنهم يتخفّون عنّا لئلّا نلاحظ وجودهم.

## مفارقة الإرادة الحرّة
هذه المفارقة عبارة عن تجربة فكريّة تظهر تناقضاً واضحاً بين مبدأ المنفعة ومبدأ السيطرة. التجربة غالباً ما تتوسع لاستكشاف السببية والإرادة الحرّة من خلال السماح بوجود «توقع مثالي»:
إذا كان هناك توقعاً مثالياً في المستقبل لمنفعة ما خاصة بأي حدث، فإذا كان السفر عبر الزمن موجوداً كطريقة للقيام بقرارات ذات تنبّؤ مثالي بالمنفعة، فذلك يستدعي أن هذه التوقعات المثالية ستتناقض تماماً مع الإرادة الحرّة، وذلك لأن القرارات الصادرة عن إرادة حرّة ستكون معروفة مسبقاً لدى الشخص الذي يعلم بالتوقع المثالي.

## مفارقة سبب العودة إلى الماضي
هذه المفارقة تحدث في حالة إذا كانت الأحداث حتمية وتناقش أصل التأثير بالفكرة.
مثلاً: إذا سافر أحد الأشخاص إلى الماضي فهل قام بالسفر بسبب تأثره بالفكرة من المستقبل؟ أم لأنه كان موجوداً في الماضي قبل أن يسافر؟ فحتمية الأحداث تجبره على السفر؟
السؤال هنا، ما هي نقطة البداية، المستقبل أم الماضي؟ وحسب بعض النظريات الفلسفية العلمية، يوجد رقابة كونية تسيطر على الأحداث الكونية لمنع حدوث أخطاء كالمفارقات. فإذا وُجد رقابة كونية، لن تسمح هذه الرقابة بحدوث مفارقة كهذه وبحسب هذه النظريات، إن السفر إلى الماضي مستحيل لأن العودة له تسبب مفارقة.